# Combretocarpus rotundatus
Combretocarpus rotundatus är en tvåhjärtbladig växtart som först beskrevs av Friedrich Anton Wilhelm Miquel, och fick sitt nu gällande namn av Danser. Combretocarpus rotundatus ingår i släktet Combretocarpus, och familjen Anisophylleaceae. Inga underarter finns listade i Catalogue of Life.